# Palazzo Cisterna

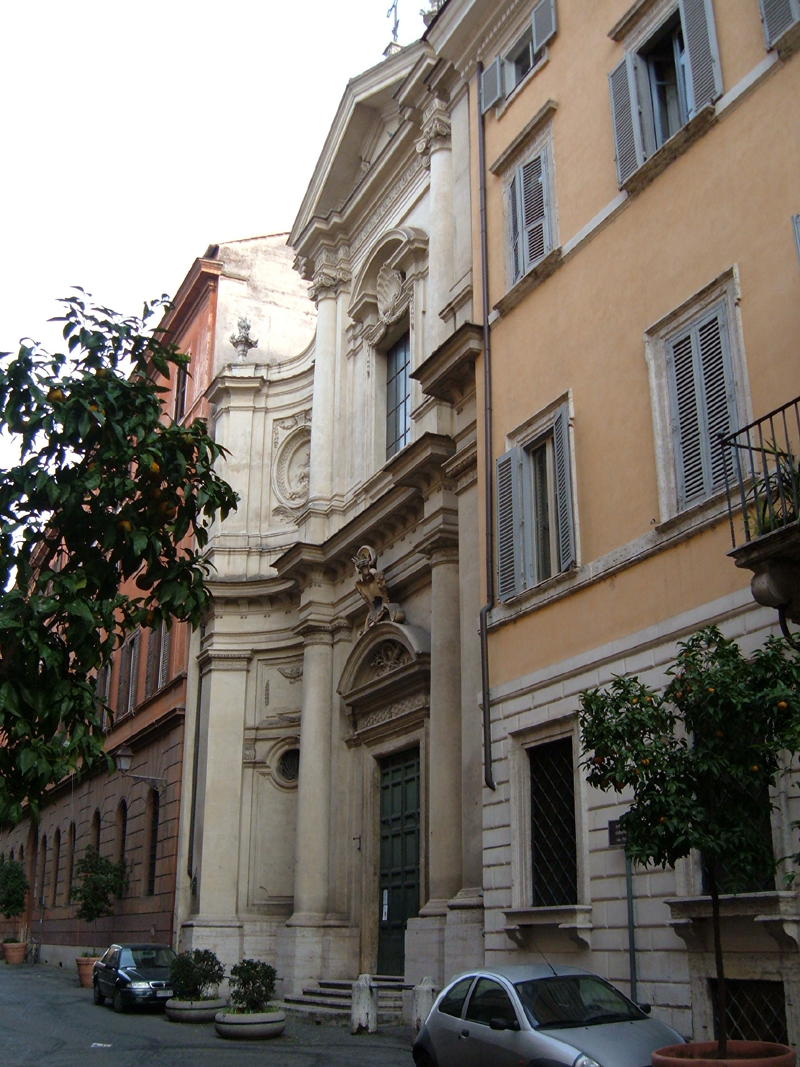
O palácio à direita na imagem, colado à igreja de Santa Caterina da Siena a Via Giulia, é o Palazzo Cisterna.

Palazzo Cisterna é um palácio renascentista localizado no número 163 da Via Giulia, no rione Regola. Foi construído por volta de 1570 para o pintor e escultor Guglielmo della Porta, conhecido por seu trabalho no Túmulo do papa Paulo III na Basílica de São Pedro, que viveu no local. Seu nome é uma referência a Eugenio Cisterna, que o adquiriu em 1909.
Fica ao lado do Palazzo Baldoca Muccioli, ao qual era ligado. 